# Mira Bićanić
Mira Bićanić (Virovitica, 1973.) je prva i jedina natjecateljica koja je 14. lipnja 2003. osvojila milijun kuna u TV kvizu Tko želi biti milijunaš?. Prije milijunaša, radila je u Poljoprivrednoj školi, a danas radi u zagrebačkoj Pravoslavnoj gimnaziji kao nastavnica hrvatskog jezika.
Na posljednjem pitanju iskoristila je pomoć "pitaj publiku". Njezino je posljednje pitanje bilo: Koja je od navedenih tv-voditeljica godine 2001. istrčala Pariški maraton? Ponuđeni odgovori bili su: 
A: Mirjana Hrga B: Sandra Antolić
C: Mirna Zidarić D: Ines Preindl
Točan odgovor bio je pod B; odgovorila je točno i osvojila glavnu nagradu u televizijskom kvizu.